# Paracoptacra
Paracoptacra is een geslacht van rechtvleugeligen uit de familie veldsprinkhanen (Acrididae). De wetenschappelijke naam van dit geslacht is voor het eerst geldig gepubliceerd in 1896 door Karsch.

## Soorten
Het geslacht Paracoptacra omvat de volgende soorten:
- Paracoptacra ascensi Giglio-Tos, 1907
- Paracoptacra cauta Karsch, 1896